# タイムズマート
株式会社タイムズマートは、かつて東京都青梅市に本部を置いていた日本のコンビニエンスストア。南関東、東海、新潟県、近畿地方の酒販店を対象にフランチャイズ展開していた。
現在も外観をそのままにした個人店舗の存在が確認されている。

## 概要

### 地域本部
- 大阪タイムズマート - 1989年6月[2]より大阪府豊中市の内田本店が運営していた。営業エリアは大阪府北部。1989年6月28日に1号店が大阪府豊中市に開店した[3]。
- 兵庫タイムズマート - 1989年より兵庫県神戸市の松下酒類卸が運営していた。営業エリアは兵庫県全域。1989年7月に1号店が兵庫県内に開店した[3]。
- 新潟タイムズマート - 1990年より新潟県長岡市の事務機器卸 田村商店、酒類卸の二幸商店、コクヨ総代理店の新潟コクヨが運営していた。営業エリアは新潟県全域。同年4月26日に1号店が新潟県長岡市平島に開店した。新潟タイムズマートの1号店はタイムズマート全体の70店舗目となる[4]。
- 京都タイムズマート - 1990年より京都府京都市の京都酒販が運営していた。同年8月下旬に1号店が同府宇治市に開店した[5]。
- 南紀タイムズマート - 1990年より和歌山県新宮市の平田が運営していた[5]。

## 沿革

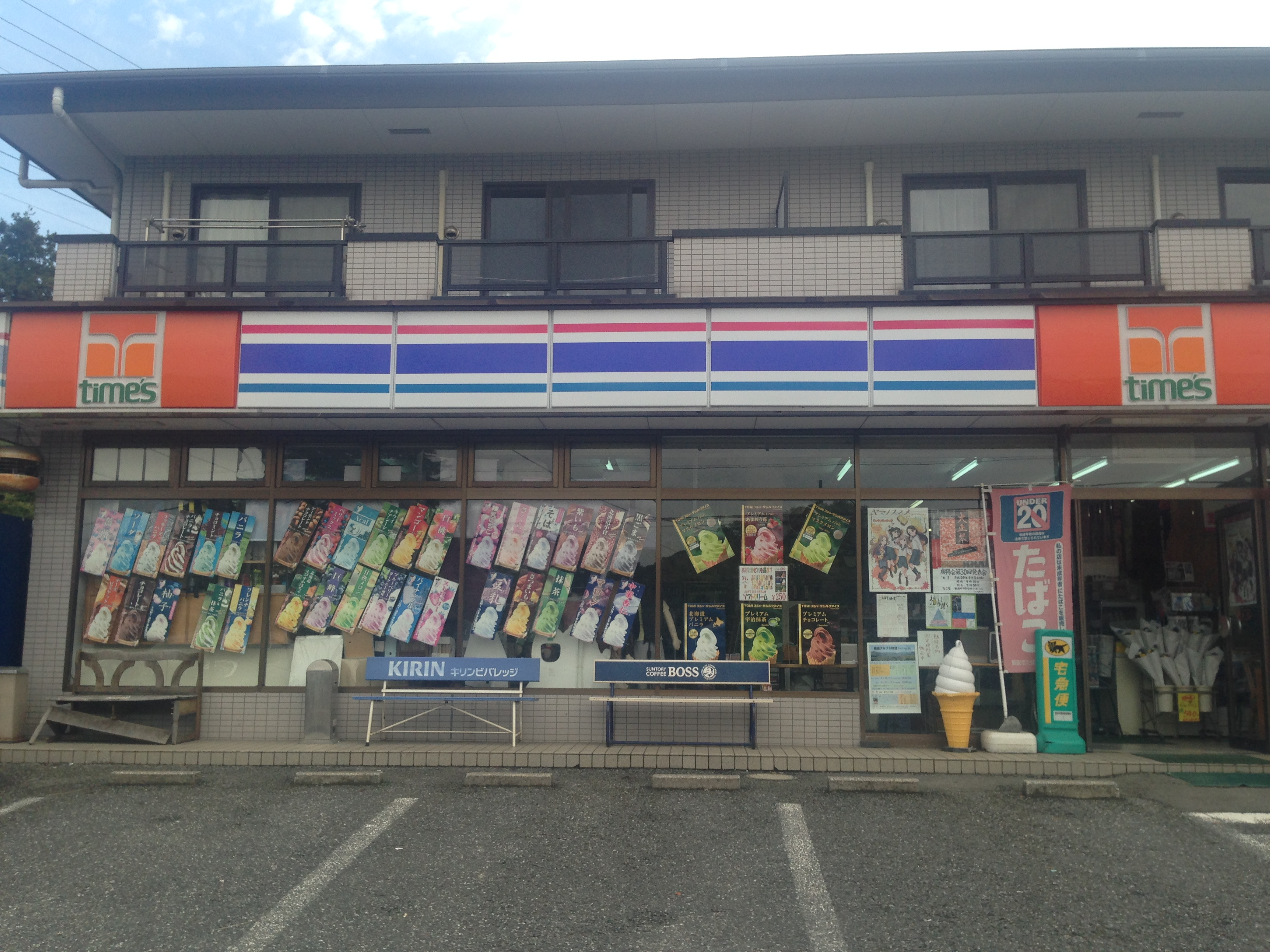
タイムズマート飯能店

- 1978年（昭和53年）10月 - タイムズマートを発足させ[6]、青梅市を中心とした店舗展開を開始[7]。
- 1986年（昭和61年）6月30日[8] - 酒類問屋 佐藤徳蔵商店にタイムズマート事業本部を発足し、本格的なチェーン展開を開始する[9]。
- 1987年（昭和62年）
  - 5月8日 - 株式会社タイムズマートが設立される[10]。
  - 12月 - 地域本部制を導入し、埼玉県地域本部としての酒食品問屋井原屋本店(本社:浦和市(現さいたま市浦和区))と、茨城県地域本部としてフジムラ(本社:下館市)と契約[11]。
- 1988年（昭和63年）
  - 5月 - 酒類問屋の仁茂田、相沢、林商事、山星原商店の均等出資で千葉県地域本部(千葉市・船橋市を除く千葉県全域を担当)としてケーヨータイムズマートを発足[12]。
  - 9月 - あいち醸造食品(本社:名古屋市)と契約し、地域本部となる中部タイムズを設立[13]。
- 1989年（昭和64年）
  - 3月 - 松下酒類卸(兵庫県神戸市)と契約し、兵庫県全域を担当する兵庫タイムズマートを設立[3][14]。
  - 4月 - 岐阜県地域本部としてワタナベ本店(本社:美濃加茂市)と契約[13]。
  - 6月 - 内田商店(大阪府豊中市)と契約し、大阪府北部を担当する大阪タイムズマートを設立[3][2]。
- 1990年（平成2年）
  - 4月 - 酒類卸の二幸商店(本社:長岡市)、事務機器卸の田村商店(本社:長岡市)、コクヨ総代理店の新潟コクヨ(本社:長岡市)と契約[15]し、新潟タイムズマートを設立[4]。
  - 月日不明 - 酒類卸の京都酒販(本社:京都市)と契約し、京都タイムズマートを設立[5]。
  - 月日不明 - 酒類卸の平田(本社:新宮市)と契約し、南紀タイムズマートを設立[5]。
- 2002年（平成14年） - 酒販店の高収益化を目指し、「お酒のデポ」実験店を3店開店[10]。
- 2004年（平成16年） - 酒類を強化した「リカーズデポ」のフランチャイズ展開を開始[16]。
- 2005年（平成17年）
  - 7月12日 - 篠崎屋取締役会にて、タイムズマートを子会社とする基本合意書が締結される[17]。
  - 10月1日 - 篠崎屋がタイムズマートが発行する全株式を買い取り、子会社となる。[要出典]